# Liste der Bischöfe von Avranches
Die folgenden Personen waren Bischöfe von Avranches (Frankreich):
- Nepus 511 (Erstes Konzil von Orléans)
- Heiliger Severe ca. 520
- Perpetue 533–541
- Egidius 549–550
- Heiliger Paternus (Pair) ca. 552 oder 557–ca. 560 oder 563
- Heiliger Sénier 563
- Heiliger Leudeuald ca. 580
- Hildoald ca. 614–626
- Heiliger Rahentrannus (Ragertran) um 680
- Heiliger Aubertus ca. 708
- Jean I. ca. 840
- Ansegaud ca. 847–ca. 853
- Remedius 855
- Walbert ca. 859–ca. 862
- Norgod (Norgaud) ca. 990–ca. 1017 oder 1018
- Maugis (Maingise) 1022–ca. 1026
- Hugo 1028–ca. 1060
- Jean II. d’Ivry (oder de Bayeux) 1060–1067, 1068 Erzbischof von Rouen (Haus Ivry)
- Michael I. 1068–1094
- Turgis (Turgise) 1094–1134
- Richard de Beaufou 1134–1142
- Richard de Subligny 1142–1153
- Herbert II. 1154–1161
- Achard von St. Victor 1162–1171
- Richard III. 1171–1182
- Guillaume I. Bureau 1182–ca. 1195
- Guillaume II. de Chemillé 1196–1198
- Guillaume III. Tollerment 1199–1210
- Guillaume IV. Bureau 1210–1236
- Guillaume V. de Saint-Mère-Eglise 1236–1253
- Richard IV. L’Ainé 1253–1257
- Guillaume VI. 1257–1258
- Richard V. L’Anglois 1259–1269
- Raoul de Thiéville 1269–1292
- Geoffroi Boucher 1293–1306
- Nicolas de Luzarches 1307–1311
- Michel II. de Pontorson 1311–1312
- Jean III. de La Mouche 1312–1327
- Jean IV. de Vienne 1328–1331
- Jean V. Hautfune 1331–1358
- Foulque Bardoul 1358–1359
- Robert I. de La Porte 1359–1379
- Laurent de Faye 1379–1391
- Jean VI. de Saint-Avit 1391–1442
- Martin Pinard 1442–1458
- Jean VII. Boucart 1458–1484
- Louis von Bourbon 1484–1510
- Louis Herbert 1511–1526
- Jean VIII. de Langeac 1526–1532
- Robert Cénalis 1532–1560 (auch Bischof von Vence und Riez)
- Antoine Le Cirier 1561–1575
- Augustin Le Cirier 1575–1580
- Georges de Péricard 1583–1587
- François de Péricard 1588–1639
- Charles Vialart (Père Charles de Saint-Paul) 1640–1644
- Roger D’Aumont 1645–1651
- Gabriel Boislève 1652–1657
- Gabriel-Philippe de Froulay de Tessé 1668–1689
- Fabio Brûlart de Sillery 1689–1692
- Pierre Daniel Huet 1692–1699
- Roland-François de Kerhoen de Coettenfau 1700–1719
- César Le Blanc 1719–1746
- P.-Joseph-Baptiste-Durand de Missy 1746–1764
- Raimond de Durfort 1764–1766
- Joseph-François de Malide 1766–1774
- Pierre-Augustin Godard de Belbeuf 1774–1790